# Vatileaks
Vatileaks fu una serie di scandali nati a seguito della diffusione di informazioni riservate sulla Città del Vaticano nel 2012 e nel 2015.

## Origine del termine
Il termine è un neologismo coniato da padre Federico Lombardi, direttore dal 2006 al 2016 della Sala stampa della Santa Sede, e deriva dal termine inglese leaks, letteralmente "fuga di notizie", con un procedimento di ricalco dell'analogo termine Wikileaks, con cui è stata chiamata un'organizzazione internazionale dedita alla pubblicazione di materiale coperto da anonimato o da segreto, che nel novembre 2010 aveva pubblicato online un gran numero di documenti riservati.

## Storia

### Vatileaks 1
Il primo scandalo accadde nei primi mesi del 2012; oggetto dello scandalo fu la scoperta dell'esistenza di profonde divisioni e contrasti interni sugli indirizzi di governo del Vaticano e sulla gestione della sua banca (lo IOR, cioè l'Istituto per le Opere di Religione). Lo scandalo, al cui centro stava la figura dell'allora Cardinal segretario di Stato Tarcisio Bertone, è stato portato alla luce da una fuga di notizie che ha portato alla conoscenza pubblica di una serie di documenti interni di natura riservata.
Nel corso dei primi mesi del 2012 si è verificata una sistematica fuga di documenti riservati vaticani riguardanti i rapporti all'interno e all'esterno della Santa Sede. Tali documenti hanno, tra l'altro, portato a evidenza le lotte di potere all'interno del Vaticano e alcune irregolarità nella gestione finanziaria dello Stato e nell'applicazione delle normative antiriciclaggio. Nel marzo 2012 ha destato attenzione sui media il fatto che il Dipartimento di Stato degli Stati Uniti ha aggiunto per la prima volta il Vaticano alla lista di Paesi monitorati perché potenzialmente suscettibili di essere luoghi di riciclaggio del denaro: la Santa Sede non è però nella lista dei 67 Paesi a maggior rischio (tra i quali ci sono invece, ad esempio, l'Italia, il Regno Unito, la Germania e gli stessi Stati Uniti), ma semplicemente in quella delle giurisdizioni senza gravi problemi ma per le quali andrebbe migliorato il regime di controllo. Tra i documenti che più hanno fatto scalpore, vi è quello in cui si alludeva a un presunto piano omicida nei confronti di papa Benedetto XVI, da attuarsi entro un anno, che doveva preludere alla prossima ascesa al soglio pontificio del cardinale Angelo Scola.
A seguito di tutto ciò, il Papa ha deciso di istituire una Commissione cardinalizia d'inchiesta, composta dai cardinali Julián Herranz Casado, Jozef Tomko e Salvatore De Giorgi, per far luce sulla vicenda e individuare i colpevoli.

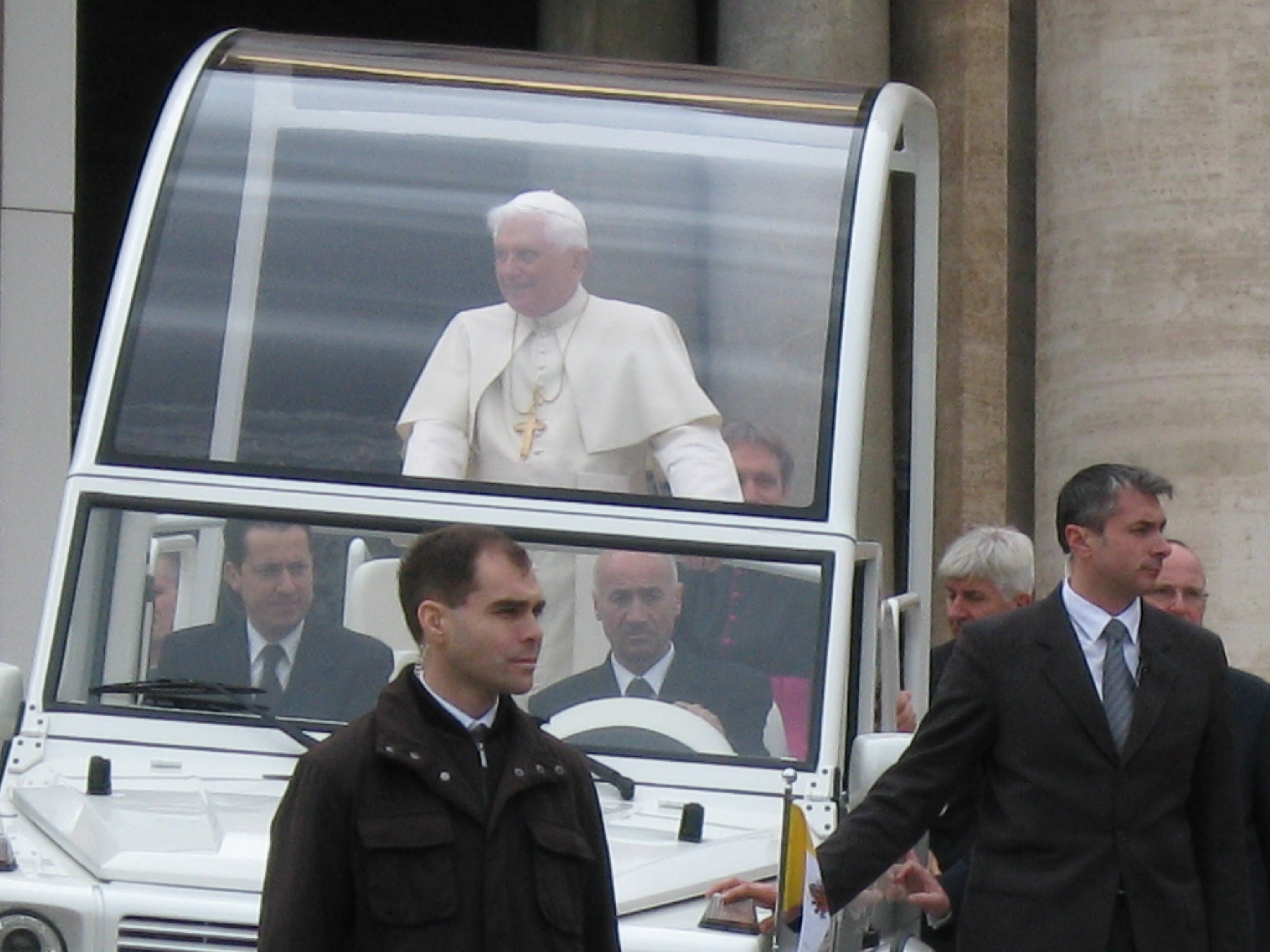
Paolo Gabriele, seduto (a destra dell'autista) sulla Papamobile, nell'udienza generale in San Pietro del 26 marzo 2008

Il 25 maggio 2012, a pochi giorni dalla pubblicazione del libro Sua Santità. Le carte segrete di Benedetto XVI di Gianluigi Nuzzi, riportante al suo interno molti dei documenti privati del Papa trapelati, padre Federico Lombardi, direttore della Sala Stampa della Santa Sede, annuncia che la Gendarmeria Vaticana, la sera precedente, ha trovato un uomo in possesso di carteggi riservati del Papa e ha proceduto al suo interrogatorio e al suo fermo. L'uomo, risultato poi essere Paolo Gabriele (19 agosto 1966 - 24 novembre 2020), Aiutante di camera di Sua Santità dal 2006, una delle persone a lui più vicine, è stato poi arrestato con l'accusa di furto aggravato. Si è trattato del primo arresto in assoluto operato dalla Gendarmeria Vaticana. Ha peraltro destato attenzione il fatto che tale arresto si sia verificato il giorno stesso dell'allontanamento di Ettore Gotti Tedeschi dall'Istituto per le Opere di Religione, la banca vaticana.
Gli inquirenti hanno sollevato ben presto dubbi in merito al fatto che dietro lo scandalo possa nascondersi la sola persona di Paolo Gabriele; a tal proposito, infatti, un "corvo" (termine ripreso dalla "stagione dei veleni" a Palermo che aveva nel mirino il magistrato Giovanni Falcone) ha affermato che le persone coinvolte sarebbero in tutto una ventina. Il 21 luglio 2012 Gabriele è stato posto agli arresti domiciliari.
Il 13 agosto 2012 è stato diffuso un comunicato ufficiale della Santa Sede relativo ai risultati della fase istruttoria e al rinvio a giudizio di Paolo Gabriele, insieme con un altro imputato, Claudio Sciarpelletti, dipendente della Segreteria di Stato.
Il 30 maggio Benedetto XVI ha fatto le sue prime dichiarazioni dirette sullo scandalo al termine dell'udienza settimanale. Il Papa ha definito le notizie circolate "esagerate" e ha detto che esse hanno "offerto una falsa immagine della Santa Sede", affermando:
(Papa Benedetto XVI, udienza generale del 30 maggio 2012.)

#### Il processo
Il 29 settembre 2012 è iniziato il processo nei confronti di Paolo Gabriele presso il Tribunale della Città del Vaticano. Il processo si è svolto nell'arco di una settimana, per un totale di quattro udienze. Una settimana dopo l'inizio, il 6 ottobre, il processo si è concluso con la condanna di Gabriele a tre anni di reclusione, ridotti a un anno e sei mesi.
L'11 ottobre 2012 è stato reso noto che Gabriele non avrebbe fatto ricorso; condotto nel carcere vaticano il 25 ottobre Gabriele è rimasto rinchiuso fino al 22 dicembre, quando ha ricevuto in visita Benedetto XVI che gli ha concesso la grazia.
Il 5 novembre 2012 ha avuto inizio il processo con imputato l'informatico Claudio Sciarpelletti, coinvolto anch'egli nella vicenda. Il 10 dello stesso mese, Sciarpelletti viene condannato a quattro mesi di reclusione, ridotti a due. La pena è stata sospesa per cinque anni. Inizialmente Sciarpelletti avrebbe voluto ricorrere in appello, ma in seguito vi ha rinunciato. Padre Federico Lombardi ha annunciato che anche a Sciarpelletti verrà condonata la pena.

### Vatileaks 2
Il secondo scandalo Vatileaks è avvenuto nei primi di novembre 2015. Arrestati e indagati sono, questa volta, i "corvi" monsignor Lucio Ángel Vallejo Balda, spagnolo, e Francesca Immacolata Chaouqui, calabrese di origini marocchine, già componente della Commissione referente sulle attività economiche della Santa Sede (il COSEA). Quest'ultima, soprannominata dai giornali la "papessa", verrà subito rilasciata, in quanto disponibile a collaborare alle indagini.
L'accusa è di sottrazione di informazioni riservate dello Stato della Città del Vaticano, in questo caso informazioni sulle spese economiche della Santa Sede (già sotto indagine su iniziativa di papa Francesco), reato punibile penalmente attraverso la Legge n. IX art. 10 (art. 116 bis c.p.) dello stesso Stato; indagato è anche Nicola Maio, Segretario Esecutivo della COSEA, poi risultato completamente estraneo alla vicenda. Le informazioni sarebbero state divulgate a due giornalisti, quindi pubblicate attraverso due libri, Via Crucis. Da registrazioni e documenti inediti la difficile lotta di Papa Francesco per cambiare la Chiesa, di Gianluigi Nuzzi, e Avarizia, di Emiliano Fittipaldi. Anche loro sono indagati per concorso di sottrazione di informazioni riservate, ma essendo essi sotto territorio italiano, dovrebbero essere perseguiti formalmente solo attraverso una rogatoria. Il rinvio a giudizio per tutti e cinque gli indagati ha suscitato forti polemiche. Il 7 luglio 2016, il processo si è concluso con l'assoluzione di Nicola Maio con formula piena, il proscioglimento dei giornalisti Gianluigi Nuzzi ed Emiliano Fittipaldi, le condanne per monsignor Lucio Ángel Vallejo Balda e per Francesca Immacolata Chaouqui rispettivamente a 18 e 10 mesi di reclusione, con pena sospesa per la Chaouqui.
A seguito dei cronici scandali finanziari e non della Chiesa, nel dicembre 2015, è stato fondato il giornale satirico Vatileaks; l'anno seguente, nella classifica sulla libertà di informazione, anche a causa dei processi della Città del Vaticano, l'Italia scende al 77º posto.
Il 20 dicembre 2016, papa Francesco ha concesso la libertà condizionale a monsignor Lucio Ángel Vallejo Balda.